# Robin Lässer
Robin Lässer (Isny im Allgäu, 12 gennaio 1991) è un pilota motociclistico tedesco.

## Carriera
Il suo primo successo di rilievo è la vittoria nel campionato nazionale tedesco di velocità nel 2006, in classe 125 e alla guida di una KTM, cosa che ne fa il più giovane vincitore nella storia della competizione. Nello stesso anno esordisce nel motomondiale correndo sempre in 125 il GP di Germania come wildcard, ritirandosi in gara. Sempre nel 2006 prende parte, in qualità di pilota wild card senza punti, al Gran Premio del Mugello del campionato italiano 125GP tagliando il traguardo al secondo posto e facendo registrare il giro più veloce della gara.
Aveva peraltro già partecipato nel 2005 al campionato Europeo Velocità, giungendo al 40º posto. Nella stessa stagione prese parte, in qualità di pilota wild card senza punti, al Gran Premio di Vallelunga del campionato italiano 125GP chiudendo la gara con un ritiro. Nel 2006 aveva migliorato il suo rendimento anche in questa categoria, classificandosi al 14º posto.
Nella stagione 2008 ha la possibilità di partecipare come pilota titolare alle competizioni del motomondiale, sempre nella stessa classe, con l'Aprilia RS 125 R del team Grizzly Gas Kiefer Racing, raccogliendo durante l'anno due piazzamenti a punti e il 31º posto finale nel campionato.

## Risultati nel motomondiale
| 2006 | Classe | Moto |  |  |  |  |  |  |  |  |  |     |    |  |  |  |  |  |  |  | Punti | Pos. |
| ---- | ------ | ---- |  |  |  |  |  |  |  |  |  | --- | -- |  |  |  |  |  |  |  | ----- | ---- |
| 2006 | 125    | KTM  |  |  |  |  |  |  |  |  |  | Rit | NE |  |  |  |  |  |  |  | 0     |      |

| 2008 | Classe | Moto    |    |    |  |     |     |    |     |    |    |     |    |    |    |    |    |    |    |    | Punti | Pos. |
| ---- | ------ | ------- | -- | -- |  | --- | --- | -- | --- | -- | -- | --- | -- | -- | -- | -- | -- | -- | -- | -- | ----- | ---- |
| 2008 | 125    | Aprilia | 23 | NP |  | Rit | Rit | 28 | Rit | 21 | 22 | Rit | NE | 15 | 20 | 17 | 23 | 15 | 20 | 32 | 2     | 31º  |

| Legenda | 1º posto        | 2º posto            | 3º posto            | A punti      | Senza punti        | Grassetto – Pole position Corsivo – Giro più veloce |
| Legenda | Gara non valida | Non qual./Non part. | Ritirato/Non class. | Squalificato | '-' Dato non disp. | Grassetto – Pole position Corsivo – Giro più veloce |